# جان بوت (ورزشکار)
جان بوت (انگلیسی: John Butt; ۳۰ اکتبر ۱۸۵۰ – ۱۹۳۹ (۸۸−۸۹ سال)) ورزشکار ورزش تیراندازی اهل بریتانیا بود.
وی در مسابقات کشوری و بین‌المللی در مجموع برندهٔ ۱ مدال نقره، ۱ مدال برنز شده‌است.